# Clematis crassipes
Clematis crassipes là một loài thực vật có hoa trong họ Mao lương. Loài này được Chun & F.C.How mô tả khoa học đầu tiên năm 1958.